# Partitúra

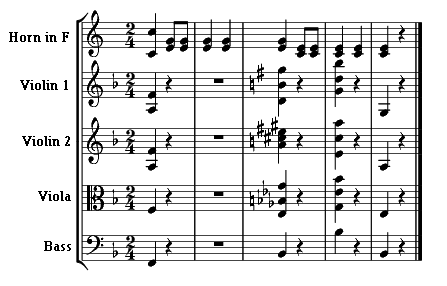
Wolfgang Amadeus Mozart: Zenei tréfa (K.522)

A partitúra (szétosztás, felosztás) olasz zenei szakszó, eredete a latin partitus (felosztott) melléknévi igenév. Énekkari, zenekari és kamaraművek valamennyi szólamát magában foglaló kottája, amelyből a karmester vezényli a művet, a zeneértő pedig olvashatja azt. Vezérkönyvnek is nevezik.
A partitúrában a szólamok egymás alatt, vízszintes irányban haladnak, és a hangszercsaládok a hangfekvés szerint elkülönülnek egymástól (például a vonós hangszereknél: I. hegedű, II. hegedű, brácsa, cselló, nagybőgő), figyelembe véve az idő- és térbeli beosztást. Az ütembeosztást a sorok elején számokkal, a nagyobb egységeket gyakorlati okokból betűkkel is megjelölik.
Az általános partitúraírási gyakorlat szerint a hangszercsoportok szólamainak sorrendje a következő: fafúvósok, rézfúvósok, ütők, pengetősök, billentyűsök, vonósok, orgona. Az énekszólam a vonósok fölött van.
A partitúra minden korban igazodott a stíluskorszakok változásához, Joseph Haydn idejében például a legfelső sorokban a katonai hangszerek voltak, és ezeket követte a többi hangszercsoport.